# Mbongheni Ngema
M. Bongheni Ngema, mais conhecido como Mbongheni Nghema, nascido a 10 de maio de 1955, é um cantor, escritor, compositor, realizador, coreógrafo e produtor de teatro sul-africano, nascido em Verulam, perto da cidade de Durban, em África do Sul. Começou a sua carreira como guitarrista de apoio teatral. Escreveu o musical multi-premiado Sarafina! (1988) e co-escreveu o multi-premiado Woza Albert! É conhecido por peças que refletem o espírito dos sul-africanos negros sob o Apartheid.
Foi anteriormente casado com a actriz Leleti Khumalo, que recebeu uma nomeação para o Tony Award de 1988 para Melhor Actriz de um Musical, para Sarafina! (e que também estrelou na sua adaptação cinematográfica de 1992), bem como protagonizou o papel principal no primeiro filme da África do Sul, Yesterday, nomeado para os Óscares.

## Discografia
- Asinamali (1987)
- Sarafina! (1988)
- Magic at 4 AM (1993)
- The Lion King - Circle Of Life (vozes africanas - 1994)
- Mama (1996)
- Sarafina 2 (1997)
- Nikeziwe (2005)
- The House of Shaka (2006)
- Lion of the East (2009)
- The Zulu (2013)

## Honras e prémios
- 1987 Tony Award - Asinamali! nomeado para Melhor Direção de Peça
- 1988 Tony Award - Sarafina! recebeu cinco nomeações: Melhor Coreografia, Melhor Direção de um Musical, Melhor Partitura Original, Melhor Atriz num Musical
- 1988 Grammy Award - Sarafina! nomeado para um Grammy Award
- 1988 NAACP Image Awards - Sarafina! o musical ganhou 11 NAACP Image Awards em várias categorias
- Grammy Award - The Lion King, (O Rei Leão), filme de animaçãoDisney, pelos arranjos vocais
- 1998 - foi introduzido no New York "Walk of Fame" localizado em frente do Lucille Lortel Theatre em Manhattan, cidade de Nova Iorque
- 2001 - teve o seu nome gravado na entrada da Câmara Municipal da cidade de Durban, juntamente com Nelson Mandela, Oliver Tambo e Miriam Makeba
- Em 2004 ficou em 92º no SABC3's Great South Africans.
- 2008 Prémio Living Legend da Câmara Municipal de eThekwini, Durban, Kwa-Zulu Natal
- 2013 - Prémio Lifetime Achievement no Simon Mabhunu Sabela Film and Television Awards
- 2013 - Prémio de Reconhecimento Inaugural no SAMRO's Wawela Awards
- 2013 - Concedido doutoramento honoris causa pela Universidade da Zululândia
- 2014 - Prémio Lifetime Achievement Award na cerimónia do Naledi Theatre Awards.